# Pelagodoxa
Pelagodoxa é um género botânico pertencente à família Arecaceae. P. henryana é a única espécie (monotípica). Dá pelo nome comum de palmeira-marquesa.
Julga-se ser oriunda das ilhas marquesas, na Polinésia Francesa, existindo algumas populações espargidas pela Melanésia mormente em habitats antropogénicos. Trata-se de uma espécie ameaçada.
A origem e distribuição original da palmeira-marquesa não é conhecida ao certo. A primeira amostra conhecida foi colhida em Nuku Hiva, nas Ilhas marquesas. 
Não é conhecida qualquer população brava de palmeiras-marquesas, seja nas ilhas Marquesas, seja no Pacífico Sudoeste. As palmeiras-marquesas também existem nos arquipélagos do Sudoeste do Pacífico, pese embora seja desconhecido o seu estado de conservação nesses territórios. 
Nas cubatas de Vanuatu é tratada como uma espécie ornamental. Os palmeirais desta espécie que despontam de encostas nos baixios das florestas chuvosas do Sudeste de Malakula e os espécimes isolados que aparecem em ambientes semelhantes na ilha de Vanua Lava acreditam-se serem fruto de naturalização. Também há registo de palmeiras-marquesas em São Cristóvão nas ilhas Salomão, sendo certo que se crê que a população aí advenha de frutos caídos ao mar, que arribaram nessa ilha. Também há espécimes presentes nas ilhas Fiji, mas é consabido que esses foram introduzidos pelo Homem. 